# 宮崎尊
宮崎 尊（みやざき そん、1950年11月24日 - ）は、日本の翻訳家、法政大学非常勤講師、東進ハイスクール英語科講師である。『TIME誌』の翻訳や、大学受験ラジオ講座などを担当していた。神奈川県横浜市出身。上智大学外国語学部英語学科卒業。駿優予備学校講師、尊塾を経て、東進ハイスクール英語科講師になる。ラジオたんぱ（現・ラジオNIKKEI）「合格いっぽん道」パーソナリティを務めた。

## 出演番組
- めざせ高校一直線（ラジオたんぱ）[1]
- 合格いっぽん道（ラジオたんぱ）[1]

## 著作

### 大学受験参考書
- 『モリモリ勇気の出る受験勉強の集中講義』（草思社、1990年）
- 『スイスイ頭に入る英単語の集中講義』（草思社、1990年）
- 『メキメキ力がつく受験英語の集中講義』（草思社、1990年）
- 『宮崎尊の入試英語スーパーマニュアル』（旺文社、1991年） ISBN 4010090014
- 『宮崎尊の入試英語基本問題集 The BASICS』（旺文社、1992年） ISBN 4010090049
- 『宮崎尊の入試英語実戦問題集 The NEXT』（旺文社、1993年） ISBN 4010090057
- 『宮崎尊の英文読解発想法 Ultra』（旺文社、1994年） ISBN 4010090065
- 『宮崎英文解釈講義の実況中継（上）（下）』（語学春秋社、1994年） ISBN 4875683383 ISBN 4875683391
- 『早わかり英熟語 （中継新書）』（語学春秋社、1996年） ISBN 4875684371
- 『早わかり英語速読キーワード（中継新書）』（語学春秋社、1997年）ISBN 4875684916
- 『イラストでわかる英文法図鑑』（研究社出版、1999年） ISBN 4327451282
- 『わかって覚えるセンター英語重要構文35 ― センター試験完全攻略』（ゼスト、2001年） ISBN 4883771032
- 『宮崎の今すぐ書ける英作文 大学受験英語（和文英訳編）』（東進ブックス：ナガセ、2003年） ISBN 4890852883
- 『宮崎の今すぐ書ける英作文 大学受験英語（自由英作文編）』（東進ブックス：ナガセ、2004年） ISBN 4890853170

ほか

### 翻訳書
- （ポール ファッセル）『誰にも書けなかった戦争の現実』（草思社、1997年） ISBN 4794207662
- （ロバート・N・プロクター）『健康帝国ナチス』（草思社、2003年） ISBN 4794212267
- （デヴィッド・フォスター・ウォレス）『ヴィトゲンシュタインの箒』